# Михайлик Андрій Костянтинович
Андрій Костянтинович Михайлик (6 квітня 1957, Київ) — режисер, журналіст, автор, кінооператор документальних фільмів і проектів, публіцистики.

## Життєпис
Народився 6 квітня 1957 року в Києві в сім'ї військовослужбовця. Освіта вища, Київський політехнічний інститут, інженер-системотехнік.
В журналістику прийшов після 30 років. До цього випробував себе у багатьох професіях і фахах: старшина роти, слюсар-складальник, інженер-конструктор, інструктор спортивного туризму, будівельник, менеджер консалтингової асоціації, співробітник міністерства.
Друкується з 1991 р., на телебаченні починав як автор сюжетів, телепрограм, фільмів. Згодом опанував фах кінооператора, режисера. Працював у об'єднанні «Еко-Україна» (головний редактор телепрограми «Зелена студія»), агентстві «Чорнобильінтерінформ» (автор і ведучий телепрограми «Надзвичайна ситуація»), Дирекції телерадіопрограм Верховної Ради України (головний редактор, телеканал «РАДА»). З травня 2009 р. — незалежний режисер, журналіст, продюсер.
У лютому 2001 року у складі Українського мобільного госпіталю брав участь у ліквідації наслідків землетрусу в штаті Гуджарат (Індія). (Одночасно був репортером, кінооператором, фотокором, рятувальником).
У листопаді-грудні 2004 року керував творчою групою, яка здійснювала оперативні зйомки подій Помаранчевої революції, в епіцентрі яких був український парламент. (Щоденні постійні інформаційні випуски «Без коментарів» на парламентському телеканалі «РАДА», фільм «Епізоди парламентської хроніки».)
Впродовж тривалого часу займається темою подолання наслідків аварії на Чорнобильській АЕС. Особлива увага — історії зведення та подальшій долі «Об'єкта „Укриття“» (фільми «Барліг для ядерного звіра» та ін.).

## Нагороди і відзнаки
- Відзнака МНС України «За відвагу в надзвичайній ситуації» II ступеня (2001 р.);
- Почесна грамота Верховної Ради України (2005 р.)
- Лауреат V Міжнародного фестивалю екранних мистецтв «Кінотур» в номінації «Служба порятунку» (фільм «Лицарі гір», 2007 р.)
- Дипломант Конкурсу парламентської журналістики (2002 р.).
- Переможець відеоконкурсу «Заповідна Україна» (фільм «Синій вир Карпат» (2011 р.).
- Переможець телефестивалю «Відкрий Україну» (у двох номінаціях та номінант на гран-прі, фільм «Інший Чорнобиль» , 2012 р.)

## Телепроєкти
- Створення Центру громадського екологічного телебачення, 1996
- «Регіон» — телекомпанія НАРТ, 1998
- «Абетка безпеки», агентство «Чорнобильінтерінформ», 2000–2002
- «Об'єктив», парламентський телеканал «РАДА», 2006–2007
- «Світ дипломатії», парламентський телеканал «РАДА», 2007–2008
- «Так сі стало», 2008–2009

## Фільмографія
- «Dum spiro spero. Карпати — зелені легені Європи» (1997);
- «Вирій на північному узбережжі.  Чорноморський біосферний заповідник», «Сині очі Волині», «Граніт», 1998;
- «Канівський природний заповідник» (1999);
- «Демонстраційні сонячні системи» (2000);
- «Спекотний лютий 2001-го. Листи з Індії» [Архівовано 17 квітня 2016 у Wayback Machine.], «Барліг для ядерного звіра», «Дніпровські нотатки Чорнобильських уроків» (2001)
- «Витоки незалежності. І повіє новий вогонь з Холодного Яру», «Асоціація платників податків України», «Запобігти, щоб не рятувати», «Їх біда не захопить зненацька», «Перевірено, мін немає», «Навчання пройшли вдало» (2002)
- «Там, де починається Уж» (1996 — 2003), «Синій вир Карпат» (1997–2003);
- «Дорогами Анатолія Раханського» (2003);
- «Золото Срібної Землі» (проблемні питання лісівничої галузі Закарпаття), «Місто Сонця — Саки»,«Епізоди парламентської хроніки» (2004);
- «Від майдану — до майдану», «Чорнобильському лиху — 19 років» (2005)
- «Вікенд по-закарпатськи», «Чорнобильська весна — 2006», «Сиваський рубікон», «Буковинський вимір» (2006)
- «На берегах океану майбутнього», «Праліси в центрі Європи», «Моє рідне місто — Славутич», «Лицарі гір» (2007)
- «Карпатський, перший національний» (2008)
- «Гортієва дача», «Вівці, мої вівці» (2009)
- «Інший Чорнобиль» [Архівовано 6 березня 2016 у Wayback Machine.], «Стужицька прем'єра» [Архівовано 11 березня 2016 у Wayback Machine.] (2011)
- Документальний проект «Україна 20/21»(20 серій) (2012)
- Цикл «Монологи»: «Меценати», «Мольфар», «Художник», «Рятувальник» (2007–2008) [Архівовано 6 березня 2016 у Wayback Machine.], «Хранителька майбутнього» (2009), «Сеньйор» [Архівовано 22 листопада 2020 у Wayback Machine.] (2010), «Доглядач храму лісового» (2011)
- «Так сі стало» ч. 1 (причини і наслідки паводків у Карпатському регіоні) (2008).

## Публікації
- А. Михайлик. Школа вчить і вчиться сама. Розмова з Василем Кременем"[недоступне посилання з липня 2019]
- А. Михайлик. Екологічна рівновага в горах — важливий чинник запобігання надзвичайних ситуацій[недоступне посилання з липня 2019]
- А. Михайлик. Балканська подорож[недоступне посилання з липня 2019]
- А. Михайлик. Той, що в «саркофазі» сидить: [Проблеми об'єкта «Укриття-2»] // Надзвичайна ситуація — 2002. — № 12.
- А. Михайлик. Зона отчуждения // Московский комсомолец в Украине. — 2010. № 17
- А. Михайлик. Страхи о страховой медицине // Московский комсомолец в Украине. — 2010. № 25
- А. Михайлик. Вівці, мої вівці… // Московский комсомолец в Украине. — 2010. № 33
- А. Михайлик. Другое большинство // Московский комсомолец в Украине. — 2010. № 35